# Veneno (serie de televisión)
Veneno es una serie española creada por Javier Calvo y Javier Ambrossi y que narra la vida de Cristina Ortiz "La Veneno" en una única temporada de ocho capítulos. Se trata de un biopic basado en la obra ¡Digo! Ni puta, ni santa. Las memorias de La Veneno (2016) escrita por Valeria Vegas, que se estrenó a través de la plataforma Atresplayer Premium (Atresmedia) el 29 de marzo de 2020.
Debido al éxito de la serie en la plataforma Atresplayer, la empresa Atresmedia decidió que la serie se estrenase también en abierto en Antena 3 el 25 de octubre de 2020. La serie se estrenó en Estados Unidos a fines de 2020 a través de la plataforma HBO Max, la cual anunció que la incluirá también en su catálogo latinoamericano en 2021.

## Sinopsis
La serie muestra la vida de Cristina Ortiz "La Veneno" desde su nacimiento hasta su muerte interpretada por tres actrices: Jedet Sánchez en su etapa de transición, Daniela Santiago en su salto a los platós de televisión y a la fama e Isabel Torres en su etapa final en televisión en programas como DEC y Sábado Deluxe tras salir de la cárcel por un delito de estafa al seguro de su piso. Igualmente, se cruzarán en la vida de la artista personajes como el presentador de televisión Pepe Navarro (Israel Elejalde) tras convertirse en colaboradora de los programas Esta noche cruzamos el Mississippi y, posteriormente, La sonrisa del pelícano tras la cancelación del anterior; Faela Sainz (Lola Dueñas), la reportera que la descubrió ejerciendo la prostitución en el Parque del Oeste de Madrid;  y Valeria Vegas (Lola Rodríguez), estudiante de periodismo y amiga de La Veneno a la que conoció en su etapa final dando un giro a su vida al escribir y publicar sus memorias.

## Reparto

### Principal
- Lola Rodríguez como Valeria Vegas (Episodio 1 - Episodio 4; Episodio 6 - Episodio 8)
- Isabel Torres como La Veneno (tercera etapa) (Episodio 1 - Episodio 4; Episodio 6 - Episodio 8)
- Daniela Santiago como La Veneno (segunda etapa) (Episodio 1 - Episodio 2; Episodio 4 - Episodio 7)
- Jedet Sánchez[a] como La Veneno (primera etapa) (Episodio 3 - Episodio 4; Episodio 7)
- Paca La Piraña como ella misma (Episodio 1 - Episodio 4; Episodio 6 - Episodio 8)
- Ester Expósito como Machús Osinaga (Episodio 1; Episodio 5[b])
- Mariona Terés[c] como Amparo (Episodio 1 - Episodio 4; Episodio 7)
- Desirée Rodríguez como Paca La Piraña (joven) (Episodio 1; Episodio 3 - Episodio 6)
- Israel Elejalde[d] como Pepe Navarro (Episodio 1; Episodio 4 - Episodio 5; Episodio 8)
- Jordi Vilches[e] como Pablo (Episodio 1; Episodio 5; Episodio 8)
- Mercedes León[f] como María Jesús Rodríguez (Episodio 2; Episodio 4 - Episodio 5; Episodio 8)
- Inma Pérez-Quirós como Gracia "La Sevillana" (Episodio 2)
- Marcos Sotkovszki[g] como Joselito / Fran Ortiz (Episodio 2 - Episodio 4; Episodio 7 - Episodio 8)
- Guille Márquez[h] como Joselito (Episodio 2; Episodio 5; Episodio 7 - Episodio 8)
- Omar Banana como Manolito (adolescente) (Episodio 2)
- Santino Cassá como Manolito (niño) (Episodio 2; Episodio 5)
- Eric Masip[i] como Tomás (Episodio 3; Episodio 8)
- Carlos González[i] como Alfonso (Episodio 3 - Episodio 4; Episodio 8)
- Álex de Lucas como Cita de Valeria (Episodio 3)
- Lara Martorell[j] como Fanny (Episodio 1; Episodio 4 - Episodio 6; Episodio 8)
- Ciro Petrone como Angelo (Episodio 4 - Episodio 6)
- Ángeles Ortega[k] como Manola (Episodio 1 - Episodio 2; Episodio 4 - Episodio 5; Episodio 8)
- David Pareja como Facundo (Episodio 4)
- Maite Sandoval[l] como Mari (Episodio 1; Episodio 4 - Episodio 5; Episodio 8)
- Tamar Novas[m] como Miguel (Episodio 6 - Episodio 8)
- Jorge Calvo como Dueño Local (Episodio 6)
- Daniel Gómez (Kaydy Cain) como Juan "Juanillo" (Episodio 7)
- Vicente Vergara como Luis (Episodio 7)
- Josean Bengoetxea como Funcionario de prisión (Episodio 7)
- Yolanda Sola[n] como Yolanda (Episodio 7 - Episodio 8)
- Pepón Nieto como Hermano de Cristina (Episodio 8)
- Olalla Hernández como Hermana de Cristina (Episodio 8)
- Chos Corzo como Mari Tere Ortiz (adulta) (Episodio 8)
- Juani Ruiz[o] como ella misma (Episodio 1 - Episodio 3; Episodio 7 - Episodio 8)
- Carlos Manglano[o] como Mihai (Episodio 7 - Episodio 8)

### Con la colaboración especial de
- Lola Dueñas[e] como Faela Sainz (Episodio 1; Episodio 4; Episodio 8)
- Goya Toledo como Madre de Valeria Vegas (Episodio 1 - Episodio 3; Episodio 7)
- Elvira Mínguez como Blanca Villanueva (Episodio 1 - Episodio 3; Episodio 7)
- Elena Martín como Charo (Episodio 3)
- Sophia Lamar como Cristina Onassis (Episodio 4)
- Ángel Garó como Jaime Cantizano (Episodio 4; Episodio 7 - Episodio 8)
- Mona Martínez como Mari Carmen Ortiz (Episodio 4[b]; Episodio 8)
- Jorge Usón[l] como Manolito Ceballos (Episodio 5, Episodio 8)
- Ana Milán como Sara Montiel (Episodio 5)
- Nacho Vigalondo como Juan Antonio Canta (Episodio 5)
- María Teresa Campos como ella misma (Episodio 5)
- Miriam Giovanelli como Cicciolina (Episodio 6)
- Carla Antonelli como Tita Fajardo (Episodio 6)
- Pepa Rus como Cuñada de Valeria (Episodio 6)
- Mariana Cordero como Suegra de Valeria (Episodio 6)
- Juan Muñoz como Paco Cere (Episodio 6)
- Juan Codina como Anthony Frames (Episodio 6)
- Topacio Fresh como Mujer de Paco (Episodio 6)
- Valeria Vegas como Lola Rodríguez (Episodio 6)
- Luz Rossi como Nelida Lobato (Episodio 6)
- Anna Allen como Carmen Albacete (Episodio 7)
- Samantha Hudson como Bibliotecaria (Episodio 8)
- Carmen Borrego como Colaboradora de televisión (Episodio 8)
- Óscar Ladoire como Don José (Episodio 8)

### Recurrente
- Karen Hernández como Carolina (Episodio 1 - Episodio 2; Episodio 4 - Episodio 5; Episodio 8)
- Désiré Vogue como Bienvenida "Bienve" (Episodio 1 - Episodio 3; Episodio 8)
- Chana Borja Santiago como Tamara (Episodio 1 - Episodio 2; Episodio 4 - Episodio 5; Episodio 8)
- Laura Frenchkiss como Rocío (Episodio 1 - Episodio 3; Episodio 8)
- Andrea García como Zane (Episodio 1; Episodio 7 - Episodio 8)
- Alex Saint como Sacha (Episodio 2 - Episodio 4; Episodio 8)
- José María Rico como José (Episodio 2; Episodio 5; Episodio 8)

### Cameos
- Pepe Navarro como Vigilante de seguridad (Episodio 5)
- Brays Efe como Florentino Fernández / Crispín Klander (Episodio 5)
- José Coronado como Taxista (Episodio 8)
- Faela Sainz como ella misma (Episodio 8)
- Machús Osinaga como ella misma (Episodio 8)
- Anita Muñoz de León Rivera como ella misma (Episodio 8)
- Francisco Ortiz Hernández como él mismo (Episodio 8)
- Victoria Hernández Vargas como ella misma (Episodio 8)

Notas
1. ↑  Jedet es acreditada como recurrente en el séptimo episodio.
2. 1 2  Acreditada en este episodio como 'colaboración especial'.
3. ↑  Mariona Terés es acreditada como recurrente en el cuarto episodio.
4. ↑  Israel Elejalde es acreditado como principal en el primer y quinto episodios.
5. 1 2  Acreditados como principal únicamente en el primer episodio.
6. ↑  Mercedes León es acreditada como recurrente en el cuarto episodio.
7. ↑  Marcos Sotkovszki es acreditado como principal en el segundo y tercer episodios.
8. ↑  Guille Márquez es acreditado como principal en el segundo y quinto episodios.
9. 1 2  Acreditados como principal únicamente en el tercer episodio.
10. ↑  Lara Martorell es acreditada como principal en el cuarto y sexto episodios.
11. ↑  Ángeles Ortega es acreditada como principal en el cuarto y quinto episodios.
12. 1 2  Acreditados como principal únicamente en el quinto episodio.
13. ↑  Tamar Novas es acreditado como recurrente en el séptimo episodio.
14. ↑  Acreditada como principal únicamente en el séptimo episodio.
15. 1 2  Acreditados como principal únicamente en el octavo episodio.

## Episodios
| N.º | Título                                 | Dirigido por                   | Escrito por                                       | Fecha de lanzamiento original |
| --- | -------------------------------------- | ------------------------------ | ------------------------------------------------- | ----------------------------- |
| 1   | «La noche que cruzamos el Mississippi» | Javier Ambrossi y Javier Calvo | Javier Ambrossi y Javier Calvo                    | 29 de marzo de 2020           |
| 2   | «Un viaje en el tiempo»                | Javier Ambrossi y Javier Calvo | Javier Ambrossi y Javier Calvo                    | 28 de junio de 2020           |
| 3   | «Acaríciame»                           | Mikel Rueda                    | Claudia Costafreda, Elena Martín e Ian de la Rosa | 20 de septiembre de 2020      |
| 4   | «La maldición de las Onassis»          | Álex Rodrigo                   | Javier Ambrossi y Javier Calvo                    | 27 de septiembre de 2020      |
| 5   | «Cristina a través del espejo»         | Javier Ambrossi y Javier Calvo | Javier Ambrossi y Javier Calvo                    | 4 de octubre de 2020          |
| 6   | «Una de las nuestras»                  | Javier Ambrossi y Javier Calvo | Félix Sabroso                                     | 11 de octubre de 2020         |
| 7   | «Fue más o menos así»                  | Mikel Rueda                    | Claudia Costafreda, Elena Martín e Ian de la Rosa | 18 de octubre de 2020         |
| 8   | «Los tres entierros de Cristina Ortiz» | Javier Ambrossi y Javier Calvo | Javier Ambrossi y Javier Calvo                    | 25 de octubre de 2020         |

## Producción

### Desarrollo
Anteriormente titulada Veneno. Vida y muerte de un icono, la serie estuvo prevista para su emisión regular de un capítulo por semana tras el lanzamiento del primero, el rodaje de la serie se tuvo que posponer debido a la pandemia de coronavirus en España, habiendo grabado completos solo los dos primeros capítulos y escenas sueltas de los siguientes. El 28 de junio y coincidiendo con el día internacional del Orgullo LGBT, se estrenó el segundo capítulo que no estuvo disponible hasta la fecha por motivos de montaje y posproducción.
Dos semanas después del lanzamiento del segundo capítulo, se confirmó la reanudación del rodaje de la serie tras la relajación de las restricciones impuestas por la crisis sanitaria. A mediados de agosto y gracias al avance de las grabaciones, Atresmedia confirmó en las redes sociales el estreno, el 20 de septiembre, del tercer capítulo de la serie que podría verse, en primicia, tres días antes en las principales salas de cines del país. Días después, la actriz Daniela Santiago, quien da vida al personaje de La Veneno en su segunda etapa, confirmaría en una entrevista radiofónica en Radio Orihuela el fin del rodaje de la serie y la intención de Atresmedia de emitir semanalmente los seis capítulos restantes tras el lanzamiento del tercero.

## Recepción
Tras el estreno en exclusiva de los dos primeros capítulos en Atresplayer, Javier Calvo y Javier Ambrossi, también conocidos como Los Javis, estrenaron en exclusiva el tercer capítulo juntos a los dos primeros en un especial evento en cines de todo el territorio nacional el pasado 17 de septiembre de 2020.
El 24 de septiembre de 2020, Veneno fue nominada en la categoría LGTBQ+ de los galardones MIPCOM Diversity TV Excellence Awards en el internacional Festival de Cannes.
El día 28 de junio de 2021, Día Internacional del Orgullo LGBTI, le fue entregado el Reconocimiento Arcoíris, otorgado por el Ministerio de Igualdad de España y la Dirección General de Diversidad Sexual y Derechos LGTBI, en reconocimiento a la visibilidad LGTBI en el ámbito de la cultura. Recogieron el reconocimiento los creadores de la serie Javier Calvo y Javier Ambrosi y la autora del libro en el que se inspiró la serie, Valeria Vegas.

### Reconocimientos
| Año  | Premiación                  | Categoría                                     | Nominado(s)                      | Resultado | Ref.   |
| ---- | --------------------------- | --------------------------------------------- | -------------------------------- | --------- | ------ |
| 2020 | Premios Iris                | Premio Iris de la Crítica 2020                | Veneno                           | Ganadora  | [ 17 ] |
| 2020 | Premios Iris                | Mejor dirección                               | Javier Calvo y Javier Ambrossi   | Nominados | [ 18 ] |
| 2020 | Premios Ondas               | Mejor intérprete femenino en ficción nacional | Daniela Santiago                 | Ganadora  | [ 19 ] |
| 2020 | Premios Ondas               | Mejor intérprete femenino en ficción nacional | Jedet Sánchez                    | Ganadora  | [ 19 ] |
| 2020 | Premios Ondas               | Mejor intérprete femenino en ficción nacional | Isabel Torres                    | Ganadora  | [ 19 ] |
| 2020 | Premios FanCineGay          | Premio FanCineGay 2020                        | Veneno                           | Ganadora  | [ 20 ] |
| 2020 | Premios FICAL               | Premio Filming Almería 2020                   | Veneno                           | Ganadora  | [ 21 ] |
| 2020 | Premios HOY Magazine        | Mejor serie del año 2020                      | Veneno                           | Ganadora  | [ 22 ] |
| 2020 | Premios HOY Magazine        | Mejor actriz del año 2020                     | Daniela Santiago e Isabel Torres | Ganadora  | [ 22 ] |
| 2020 | Premios HOY Magazine        | Promesa del año 2020                          | Jedet Sánchez                    | Nominada  | [ 22 ] |
| 2021 | Premios José María Forqué   | Mejor serie de televisión                     | Veneno                           | Nominada  | [ 23 ] |
| 2021 | Premios José María Forqué   | Mejor actriz de serie de televisión           | Daniela Santiago                 | Nominada  | [ 23 ] |
| 2021 | Premios Feroz               | Mejor serie dramática                         | Veneno                           | Nominada  | [ 24 ] |
| 2021 | Premios Feroz               | Mejor actriz protagonista de una serie        | Daniela Santiago                 | Nominada  | [ 24 ] |
| 2021 | Premios Feroz               | Mejor actriz de reparto de una serie          | Paca La Piraña                   | Nominada  | [ 24 ] |
| 2021 | Premios MiM Series          | Premio DAMA a la mejor serie de drama         | Veneno                           | Nominada  | [ 25 ] |
| 2021 | Premios MiM Series          | Premio MiM a la mejor dirección               | Javier Calvo y Javier Ambrossi   | Nominados | [ 25 ] |
| 2021 | Premios GLAAD               | Mejor serie de televisión en habla español    | Veneno                           | Ganadora  | [ 26 ] |
| 2021 | Premios Diversa             | Premio Diversa a la Televisión                | Veneno                           | Ganadora  | [ 27 ] |
| 2021 | Premios Fotogramas de Plata | Mejor serie española según los lectores       | Veneno                           | Ganadora  | [ 28 ] |